# Banca austro-ungarica
La Banca austro-ungarica (in tedesco: Österreichisch-Ungarische Bank, in ungherese: Osztrák-Magyar Bank) è stata la banca centrale dell'Austria-Ungheria, così come la banca centrale degli stati che un tempo facevano parte dell'Austria-Ungheria, fino alla creazione di sistemi monetari nazionali. L'edificio della Banca austro-ungarica, costruito in Piazza della Libertà a Budapest nel 1902-1905 secondo il progetto dell'architetto Ignác Alpár, oggi ospita la Banca nazionale ungherese.
Vienna è stata nominata la sede ufficiale della banca.

## Storia
La banca austro-ungarica fu istituita il 30 settembre 1878.
Dopo il crollo dell'Austria-Ungheria, la banca, che era gestita congiuntamente da Austria e Ungheria, continuò a emettere corone austro-ungariche, che rimasero la valuta comune di Austria, Ungheria, Cecoslovacchia, oltre a circolare nei territori dell'Austria-Ungheria, che divenne parte di altri paesi.
Il problema più importante che i nuovi stati hanno dovuto risolvere era la stabilizzazione del tasso di cambio e la prevenzione del suo ulteriore deprezzamento. La Cecoslovacchia ha preso l'iniziativa per correggere la situazione. Prima di tutto, il suo governo ha richiesto che la banca austro-ungarica cessasse i pagamenti su obbligazioni e prestiti militari ai governi di Austria e Ungheria. In seguito si svolsero le trattative tra la Banca austro-ungarica e gli stati di recente costituzione, in cui si decise di consentire a tutti i nuovi stati di nominare emissari per controllare le emissioni. La Banca, da parte sua, si è impegnata a non fornire prestiti all'insaputa di tutti gli emissari.
Tuttavia, la banca ha presto violato l'accordo con i governi dei nuovi stati, riprendendo i pagamenti su obbligazioni e prestiti al governo austriaco. Avendo perso la fiducia nella banca, i nuovi stati hanno iniziato a provvedere alla propria economia. Nel gennaio 1919, la circolazione della corona austro-ungarica fu interrotta in Croazia e nel marzo dello stesso anno in Cecoslovacchia. Successivamente, tutte le filiali della Banca austro-ungarica nel paese passarono sotto il diretto controllo del governo.
L'introduzione della propria valuta nella Repubblica Ceca e nel Regno dei Serbi, dei Croati e degli Sloveni ha minacciato l'Austria, poiché tutte le corone non stampate sono cadute in questo paese, il che avrebbe potuto portare a un aumento dell'inflazione. Ciò ha costretto il governo austriaco a timbrare denaro nel proprio paese. L'Ungheria ha timbrato la sua valuta solo dopo la fine della guerra con la Romania e la Cecoslovacchia, e la Polonia lo ha già fatto nel 1920.
Il 31 luglio 1924, la Banca austro-ungarica cessò ufficialmente di esistere.